# 猛獅闊步
猛獅闊步（日語：バスラットレオン），是日本純種競賽馬匹。生涯活躍於一哩賽事，於草地及泥地均有表現，曾勝出二級賽新西蘭盃及高多芬一哩賽。

## 出賽前
2018年3月25日出生於北海道浦河町三嶋牧場，成長途中於一口馬主俱樂Hiroo Race Co. Ltd.進行馬主募集。
其後交由栗東訓練中心練馬師矢作芳人訓練。

## 競賽生涯

### 2歲
2020年7月26日出戰札幌競馬場2歲新馬戰，比賽初段選擇領放之下帶領馬群前進，進入直路後仍然有餘力繼續加速，最終成功跑出全場最佳末腳之下以2 1/2馬位優勢取得首勝。
其後出戰札幌兩歲錦標，比賽途中保持於第二的情況下於第四彎道和純淨之輝一同衝出取得領先，可惜於直路上未能保持良好的走勢，最終不敵純淨之輝下再被安身立命超越，以第三完賽。
11月28日出戰京都兩歲錦標，本次比賽再度選擇於第二推進，但進入直路後無法維持速度，最終被其他賽駒超越下以第六完賽。
12月20日出戰朝日盃未來錦標，爲其首次挑戰一級賽。比賽開始後，其選擇於約莫第三、四的位置推進，並於比賽途中保持此節奏繼續行進。通過彎道準備進入直路時，其開始發力加速，最終跑出不俗的速度下僅敗於攻必勝、星光速及赤紅晨曦取得第四。

### 3歲
2021年首戰爲新山紀念，選擇於第二的位置推進下未能於直路上對前方的妙發靈機造成威脅，其後亦被後上馬靈感莊園超越，最終以第三的戰績完賽。
3月13日出戰3歲一捷馬戰，比賽途中搶佔位置領放下成功一放到底，最終拋離後方2 1/2馬位取得勝利，亦爲鞍上的騎師古川奈穗帶來首場中央頭馬。
其後出戰二級賽新西蘭盃，賽前獲得第二人氣。比賽開始後，其再度以極千祈的姿態搶佔位置，於比賽途中經已逐步拉開和後方對手的距離。進入直路後，其以優秀的反應響應騎師藤岡佑介的指揮繼續加速，最終不斷拋離對手下以5馬位大勝，亦成功贏得首個分級賽冠軍。
5月9日按照計劃出戰NHK一哩賽，然而其於出閘後隨即將騎師藤岡甩落馬背，最終比賽會判定比賽中止。
5月30日出戰東京優駿（日本打吡），比賽初段由外檔快步閃入內欄展開領放，但於直路上經已力盡，最終急劇失速之下以第十五大敗。
夏季休養過後於秋季選擇一哩戰線，然而狀態未如理想之下所有賽事均跑獲十名開外的戰績。

### 4歲
2022年首戰爲京都金盃，採取主動策略領放之下再度於直路失速，最終僅跑獲第九。
其後陣營安排其遠征阿聯酋出戰高多芬一哩賽，由於其近來比賽的戰績較爲慘烈，因而於賽前爲尾二的第十五人氣。比賽開始後，其再度展現出優秀的反應，迅速搶佔位置之下展開領放，於比賽途中逐步拉開和後方賽駒的距離以減緩壓力。進入直路後，其繼續保持高速衝刺，最終成功阻止後方漠土智慧的追擊，以1 1/4馬位優勢爆冷奪得冠軍，亦成爲繼2006年烏托邦後第二匹勝出此賽事的日本賽駒。
完成於阿聯酋的賽事後返回日本短暫放草，隨後前往英國出戰薩塞克斯錦標。比賽開始後，其保持於前方位置以較慢的步速帶領其他賽駒推進，進入直路後一度加速帶離對手，可惜逐漸力弱下未能維持優勢，最終被勝千里、現代遊戲及滴酒不沾超越取得第四。
8月14日轉戰法國出戰傑克莫華大賽，但未能維持於英國的表現下無法和歐洲的一哩好手抗衡，最終以尾三第七完賽。
完成歐洲的遠征後返回日本進行休養，於11月復出出戰武藏野錦標取得第三，其後於12月出戰阪神盃獲得第四。

### 5歲
2023年首戰爲遠征沙特阿拉伯的1351草地短途錦標，賽前獲得第四人氣。比賽開始後，順利出閘的猛獅闊步成功進佔前方位置領放，並於賽事中段保持良好的節奏。進入直路後，其繼續於前方位置帶領馬群前進，最終不斷衝刺下成功堅守位置，以頭位險勝後方來襲的信條屋，再度取得海外分級賽的勝利。
其後轉戰阿聯酋出戰高多芬一哩賽尋求連霸，但未能於直路保持優勢下比其他對手戰勝，最終以第四完賽。
回國後以地方賽事埼玉盃作爲目標，本次比賽由於Gishigishi及Smile We以更凌厲的姿態領放，因而其保持於第三的位置等待時機。進入直路後，其開始逐步加速以求壓迫前方的對手，但最終仍然未能追上Smile We，其後更被點火神器超越，最終以第三完賽。
進入夏季再度進行遠征，目標爲韓國的韓國短途錦標。比賽開始後，其選擇保持於第二的位置進行推進，並於比賽途中一直維持於中檔左右。進入直路後，其成功由所在的中檔位置開始加速衝刺，但最終仍未能戰勝同爲日本代表的燦然一新及主隊馬星飛駿，獲得第三的戰績。
回國後出戰日本育馬場盃短途賽，然而本次未能由所在位置衝出下比困於馬群中央，最終僅獲第七。
11月返回草地戰線出戰一哩冠軍賽，比賽初段和Selberg一同衝出並以超快步速領放，然而於進入直路後明顯因收到此步速影響而耗盡體力，最終不斷失速下以尾二第十五慘敗。

### 6歲
2024年首戰遠征沙特阿拉伯，再度出戰1351草地短途錦標。然而比賽開始後隨即慢閘，最終無法跑出優勢下以第十完賽。
返回日本後再度轉往泥地賽事，以埼玉盃為目標。比賽開始後，其於所在的外檔位置逐步上前，於前半段時間一直維持於先頭約莫第三、四左右的位置。進入直路後，其嘗試於中檔開始加速爬升，但反應不佳下未能順利衝刺，最終逐漸失速被其他賽駒趕過下以第七完賽。
7月7日出戰子犬座錦標，比賽賽段搶佔前方位置下跟隨Blue Sun前進，然而進入直路後開始力竭失速，最終以包尾第十六大敗。
10月19日重返草地賽事並以富士錦標作為目標，比賽初段守於先行位置下於直路開始失速，最終以包尾第十七大敗。
11月4日出戰退役戰日本育馬場盃短途賽，由3歲時候策騎過其的古川執繮，同時亦為古川首次挑戰一級賽級別的賽事。比賽開始後，其未有衝出領放，而是保持於前頭至中團的位置逐步推進。進入直路後，其嘗試繼續加速而上前取位，可惜力弱之下未能奏效，最終以第八的戰績完賽。
賽後按照計劃退役，於11月16日取消日本中央競馬會的賽駒註冊。

### 詳細賽績
| 日期       | 舉辦國家   | 馬場     | 距離   | 級別  | 賽事名稱           | 負重 | 騎師     | 馬號 | 出馬 | 名次     | 時間     | 頭馬（二馬）         |
| ---------- | ---------- | -------- | ------ | ----- | ------------------ | ---- | -------- | ---- | ---- | -------- | -------- | -------------------- |
| 26/7/2020  | 日本       | 札幌     | 草1800 |       | 2歲新馬            | 54   | 藤岡佑介 | 1    | 7    | 1        | 1:51.3   | （Morino Kannachan） |
| 5/9/2020   | 日本       | 札幌     | 草1800 | GIII  | 札幌兩歲錦標       | 54   | 坂井瑠星 | 6    | 14   | 3        | 1:48.5   | 純淨之輝             |
| 28/11/2020 | 日本       | 阪神     | 草2000 | GIII  | 京都兩歲錦標       | 55   | 坂井瑠星 | 2    | 10   | 6        | 2:02.1   | 錦城妙事             |
| 20/12/2020 | 日本       | 阪神     | 草1600 | GI    | 朝日盃未來錦標     | 55   | 坂井瑠星 | 11   | 16   | 4        | 1:32.8   | 攻必勝               |
| 10/1/2021  | 日本       | 中京     | 草1600 | GIII  | 新山紀念           | 56   | 坂井瑠星 | 10   | 15   | 3        | 1:33.7   | 妙發靈機             |
| 13/3/2021  | 日本       | 阪神     | 草1600 |       | 3歲一捷馬          | 52   | 古川奈穗 | 7    | 10   | 1        | 1:34.2   | （浪翻）             |
| 10/4/2021  | 日本       | 中山     | 草1600 | GII   | 新西蘭盃           | 56   | 藤岡佑介 | 6    | 16   | 1        | 1:33.1   | （逐天時）           |
| 9/5/2021   | 日本       | 東京     | 草1600 | GI    | NHK一哩賽          | 57   | 藤岡佑介 | 4    | 18   | 比賽中止 | 比賽中止 | 速度大師             |
| 30/5/2021  | 日本       | 東京     | 草2400 | GI    | 東京優駿           | 57   | 藤岡佑介 | 17   | 17   | 15       | 2:25.4   | 大帝                 |
| 12/9/2021  | 日本       | 中山     | 草1600 | GIII  | 京成盃秋季讓賽     | 54   | 藤岡佑介 | 11   | 16   | 15       | 1:33.3   | 哥德教堂             |
| 23/10/2021 | 日本       | 東京     | 草1600 | GII   | 富士錦標           | 55   | 坂井瑠星 | 4    | 17   | 12       | 1:34.4   | 前人足跡             |
| 13/11/2021 | 日本       | 東京     | 泥1600 | GIII  | 武藏野錦標         | 57   | 菅原明良 | 8    | 16   | 13       | 1:36.7   | 獨奏驚雷             |
| 5/1/2022   | 日本       | 中京     | 草1600 | GIII  | 京都金盃           | 55   | 坂井瑠星 | 2    | 16   | 9        | 1:33.4   | Zadar                |
| 26/3/2022  | 阿聯酋     | 美丹     | 泥1600 | GII   | 高多芬一哩賽       | 57   | 坂井瑠星 | 4    | 16   | 1        | 1.36.03  | （漠土智慧）         |
| 27/7/2022  | 英國       | 古活     | 草1600 | GI    | 薩塞克斯錦標       | 61.5 | 坂井瑠星 | 2    | 7    | 4        | 1:38.33  | 勝千里               |
| 14/8/2022  | 法國       | 多維爾   | 草1600 | GI    | 傑克莫華大賽       | 59.5 | 坂井瑠星 | 1    | 9    | 7        | 1:35.40  | 旋進軌跡             |
| 12/11/2022 | 日本       | 東京     | 泥1600 | GIII  | 武藏野錦標         | 58   | 坂井瑠星 | 8    | 16   | 3        | 1:35.7   | 鍍金鏡               |
| 24/12/2022 | 日本       | 阪神     | 草1400 | GII   | 阪神盃             | 57   | 川田將雅 | 7    | 18   | 4        | 1:20.4   | 全音階               |
| 25/2/2023  | 沙特阿拉伯 | 安都拉茲 | 草1351 | GIII  | 1351草地短途錦標   | 57   | 坂井瑠星 | 1    | 13   | 1        | 1:17.49  | （信條屋）           |
| 25/3/2023  | 阿聯酋     | 美丹     | 泥1600 | GII   | 高多芬一哩賽       | 57   | 坂井瑠星 | 2    | 14   | 4        | 1:36.95  | 獨行其道             |
| 31/5/2023  | 日本       | 浦和     | 泥1400 | JpnII | 埼玉盃             | 57   | 坂井瑠星 | 9    | 10   | 3        | 1:25.6   | 點火神器             |
| 10/9/2023  | 南韓       | 首爾     | 泥1200 | GIII  | 韓國短途錦標       | 57   | 坂井瑠星 | 1    | 15   | 3        | 1:11.1   | 燦然一新             |
| 3/11/2023  | 日本       | 大井     | 泥1200 | JpnI  | 日本育馬場盃短途賽 | 57   | 莫雷拉   | 11   | 15   | 7        | 1:13.8   | 點火神器             |
| 19/11/2023 | 日本       | 京都     | 草1600 | GI    | 一哩冠軍賽         | 58   | 鮫島克駿 | 14   | 16   | 15       | 1:34.6   | 匯兩川               |
| 24/2/2024  | 沙特阿拉伯 | 安都拉茲 | 草1351 | GIII  | 1351草地短途錦標   | 57   | 坂井瑠星 | 4    | 14   | 10       | 1:18.89  | 雁南飛               |
| 19/6/2024  | 日本       | 浦和     | 泥1400 | JpnI  | 埼玉盃             | 57   | 內田博幸 | 7    | 12   | 9        | 1:28.8   | 清爽口味             |
| 7/7/2024   | 日本       | 小倉     | 泥1700 | GIII  | 子犬座錦標         | 58   | 坂井瑠星 | 7    | 16   | 16       | 1:46.2   | 猛熊                 |
| 19/10/2024 | 日本       | 東京     | 草1600 | GII   | 富士錦標           | 57   | 吉田豐   | 1    | 17   | 17       | 1:33.3   | 花海爭榮             |
| 4/11/2024  | 日本       | 佐賀     | 泥1400 | JpnI  | 日本育馬場盃短途賽 | 57   | 古川奈穗 | 9    | 12   | 8        | 1:28.1   | Tagano Beauty        |

## 退役後
退役後，猛獅闊步成為了配種馬，被輸出至土耳其休養，在2025年進行配種。首批子嗣將於2026年出生。首批子嗣可於2028年出賽，

## 血統簡介
父系高情厚意爲日本賽駒，生涯戰績優秀，曾勝出一級賽東京優駿（日本打吡），亦贏得法國二級賽尼爾錦標。父系大震撼爲日本賽駒，爲日本賽馬史上第二匹無敗三冠馬，生涯出戰十四場賽事僅得兩場未能勝出，退役後配種成績亦極爲優秀。
母系Bathrat Amal爲日本馬匹，生涯無出賽紀錄。外祖父新路向爲愛爾蘭賽駒，生涯戰績彪炳，曾勝出葉森打吡及英國冠軍錦標。

### 血統表
| 父線：週日寧靜系（Halo系）                 |                          |                  |                  |
| 種馬 高情厚意 2010年（棕色）               | 大震撼 2002年（棗色）    | 週日寧靜         | Halo             |
| 種馬 高情厚意 2010年（棕色）               | 大震撼 2002年（棗色）    | 週日寧靜         | Wishing Well     |
| 種馬 高情厚意 2010年（棕色）               | 大震撼 2002年（棗色）    | 風中秀髮         | Alzao            |
| 種馬 高情厚意 2010年（棕色）               | 大震撼 2002年（棗色）    | 風中秀髮         | Burghclere       |
| 種馬 高情厚意 2010年（棕色）               | Catequil 1990年（棗色）  | 雷貓             | 雷鳥             |
| 種馬 高情厚意 2010年（棕色）               | Catequil 1990年（棗色）  | 雷貓             | Terlingua        |
| 種馬 高情厚意 2010年（棕色）               | Catequil 1990年（棗色）  | Pacific Princess | Damascus         |
| 種馬 高情厚意 2010年（棕色）               | Catequil 1990年（棗色）  | Pacific Princess | Fiji             |
| 繁殖雌馬 Bathrat Amal 2010年（栗色）       | 新路向 2005年（栗色）    | 天文學家         | 鞍匠井           |
| 繁殖雌馬 Bathrat Amal 2010年（栗色）       | 新路向 2005年（栗色）    | 天文學家         | 海都市           |
| 繁殖雌馬 Bathrat Amal 2010年（栗色）       | 新路向 2005年（栗色）    | 公園快綫         | Ahonoora         |
| 繁殖雌馬 Bathrat Amal 2010年（栗色）       | 新路向 2005年（栗色）    | 公園快綫         | Matcher          |
| 繁殖雌馬 Bathrat Amal 2010年（栗色）       | Zameyla 2001年（深棗色） | 十字彎角         | 綠沙漠           |
| 繁殖雌馬 Bathrat Amal 2010年（栗色）       | Zameyla 2001年（深棗色） | 十字彎角         | Park Appeal      |
| 繁殖雌馬 Bathrat Amal 2010年（栗色）       | Zameyla 2001年（深棗色） | Angelic Sounds   | The Noble Player |
| 繁殖雌馬 Bathrat Amal 2010年（栗色）       | Zameyla 2001年（深棗色） | Angelic Sounds   | Twany Angel      |
| 雌系：號族：6-f                            |                          |                  |                  |
| 五代內近親交配：Ahonoora 4×5、北地舞人 5×5 |                          |                  |                  |

## 命名由來
名字中，Bathrat（バスラット）繼承自母系Bathrat Amal之名字，Leon（レオン）則於英語中，帶有獅子的意思，香港則取後半部分加以聯想，翻譯为「猛獅闊步」。

## 外部連結
- 猛獅闊步 netkeiba.com （页面存档备份，存于）
- 血統表 （页面存档备份，存于）